# タンハ
もしかして
- タンハー

ではありませんか？